# Die Eroberung des Weltalls
Die Eroberung des Weltalls (Originaltitel: Conquest of Space) ist ein US-amerikanischer Science-Fiction-Film aus dem Jahr 1955. Er entstand unter der Regie von Byron Haskin für Paramount Pictures und handelt vom ersten bemannten Flug zum Mars. Die deutsche Erstaufführung fand am 15. Juli 1955 statt.

## Handlung
In naher Zukunft kreist eine riesige Weltraumstation im Orbit um die Erde. An Bord der Station bereitet eine Gruppe Freiwilliger den ersten Flug zum Mond vor. Kurz vor dem Start erhält die Crew den Befehl, zum Mars zu fliegen, um dort nach neuen Rohstoffquellen zu suchen, weil diese auf der Erde langsam knapp werden. Während des Flugs zum roten Planeten bekommt der Kommandant der Mission plötzlich moralische Zweifel und entschließt sich dazu, eine Landung auf dem Mars mit allen Mitteln zu verhindern.

## Kritiken
Das Lexikon des internationalen Films schrieb: „Blutlose Handlung, aber für die Entstehungszeit bemerkenswerte Spezialeffekte; gleichwohl ein gutes Beispiel dafür, wie schnell technische Utopien überholt sind.“

## Synchronisation
Die deutschsprachige Synchronisation übernahm die Berliner Synchron GmbH, wobei Bruno Hartwich Dialogregie führte.
| Darsteller         | Deutsche Synchronstimme |
| ------------------ | ----------------------- |
| Dan Barton         | Wolfgang Draeger        |
| Walter Brooke      | Siegfried Schürenberg   |
| Eric Fleming       | Gert Günther Hoffmann   |
| Benson Fong        | Gerd Martienzen         |
| Phil Foster        | Wolfgang Eichberger     |
| Michael Fox        | Friedrich Joloff        |
| William Hopper     | Curt Ackermann          |
| Ross Martin        | Herbert Stass           |
| William Redfield   | Michael Chevalier       |
| Mickey Shaughnessy | Hans Emons              |